# George Bariț
George Bariț, aussi connu sous Gheorghe Barițiu, né le 4 juin 1812 à Jucu, Kolozs et mort le 2 mai 1893 à Sibiu est un historien, académicien membre fondateur de l'Académie roumaine et politicien roumain transylvain, il est connu comme étant le fondateur de la presse roumanophone en Transylvanie,,.
Il est le premier secrétaire de l'ASTRA en 1861.
George Bariț fut enterré dans le cimetière de l'Église entre des Sapins de Sibiu.